# آنو مهتا
آنو مهتا (به انگلیسی: Anu Mehta)بازیگر هندی است.
از فیلم‌هایی که وی در آن نقش داشته‌است می‌توان به آریا و آجی اشاره کرد.